# Утакмице фудбалске репрезентације Мађарске 1982.
| Домаћин | Гост |

Фудбалска репрезентација Мађарске је током 1982. године одиграла девет званичних и једну незваничну утакмицу. Припремајући се за Светско првенство у фудбалу 1982. тим је започео годину на Новом Зеланду и победио у оба меча против домаће репрезентације резултатом 2 : 1. У марту су у Будимпешти гостовали прво Аустрија, а потом и Перу, ова два меча су завршена поразом.
У Шпанији је први противник био Салвадор, а мађарски тим је победом од 10 : 1 поставио нови рекорд у историји Светског првенства, победа Мађарске са 9 : 0 против Јужне Кореје на Светском првенству 1954. и за први пут у историји Светског првенства тим је постигао најмање 10 голова у једном мечу. Следећи противник била је Аргентина, у најбољој форми, у којој су играли Марадона, Пасарела, Тарантини, Ардиљес, Кемпес, који су победили селекцију Мађарске са 4 : 1. Нерешен резултат са Белгијом, у трећем мечу, је зауставио Мађарску од проласка из групе.
Савезни селектор националног тима у овом периоду је био:
- Калман Месељ

## Утакмице
| Нови Зеланд         | 1 : 2 (1 : 1) | Мађарска                |
| ------------------- | ------------- | ----------------------- |
| Б. Тернер 44’ (пен) | Извештај      | 17’ И. Ижо · 86’ Бодоњи |

| Нови Зеланд        | 1 : 2 (1 : 0) | Мађарска                  |
| ------------------ | ------------- | ------------------------- |
| В. Руфер 13’ (пен) | Извештај      | 50’ Пелешкеи · 65’ И. Ижо |

| Мађарска                | 2 : 3 (0 : 1) | Аустрија                                           |
| ----------------------- | ------------- | -------------------------------------------------- |
| Варади 61’ · Њилаши 69’ | Извештај      | 32’ Џ. Кранкл · 48’ В. Шачнер · 51’ Р. Хатенбергер |

| Мађарска  | 1 : 2 (1 : 0) | Перу                |
| --------- | ------------- | ------------------- |
| Сентеш 1’ | Извештај      | 56’ 82’ Х. Ц. Урибе |

| Мађарска                                                                                   | 10 : 1 (3 : 0) | Салвадор       |
| ------------------------------------------------------------------------------------------ | -------------- | -------------- |
| Њилаши 3’ 83’ · Пелешкеи 10’ · Фазекаш 23’ 54’ · Тот 51’ · Л. Киш 70’ 73’ 78’ · Сентеш 71’ | Извештај       | 54’ Л. Рамирез |

| Аргентина                                    | 4 : 1 (2 : 0) | Мађарска     |
| -------------------------------------------- | ------------- | ------------ |
| Бертони 26’ · Марадона 28’ 56’ · Ардиљес 63’ | Извештај      | 76’ Пелешкеи |

| Белгија              | 1 : 1 (0 : 1) | Мађарска  |
| -------------------- | ------------- | --------- |
| А. Чернијатински 76’ | Извештај      | 28’ Варга |

| Мађарска                                                       | 5 : 0 (3 : 0) | Турска |
| -------------------------------------------------------------- | ------------- | ------ |
| Гараба 10’ · Бурча 28’ · Будавари 40’ · Ш. Киш 61’ · Поцик 73’ | Извештај      |        |

| Француска   | 1 : 0 (0 : 0) | Мађарска |
| ----------- | ------------- | -------- |
| Л. Руси 66’ | Извештај      |          |

| Аруба | 0 : 9 (0 : 3) | Мађарска                                    |
| ----- | ------------- | ------------------------------------------- |
|       | Извештај      | Л. Киш · 46’ Бороштјан · 56’ Сентеш · Хених |

## Голгетери у 1982.
| - Тибор Њилаши - Лазар Сентеш - Ласло Киш - Јожеф Варга - Имре Гараба |

## Извори и спољашње везе
- Dénes Tamás-Rochy Zoltán. A 700. után. Rochy és Társa. ISBN 963-04-7169-8.
- Све утакмице репрезентације Мађарске
- Репрезентација Мађарске на фудбалској бази података
- Утакмице репрезентације Мађарске (1982)